# Sergija
Sergija je žensko osebno ime.

## Izvor imena
Ime Sergija je različica ženskega imena Sergeja.

## Pogostost imena
Po podatkih Statističnega urada Republike Slovenije je bilo na dan 31. decembra 2007 v Sloveniji število ženskih oseb z imenom Sergija: 9.

## Osebni praznik
Osebe z imenom Sergija lahko godujejo takrat kot osebe z imenom Sergej oziroma Sergeja.